# Histoires Perfides
 (mai 2017).
Si vous disposez d'ouvrages ou d'articles de référence ou si vous connaissez des sites web de qualité traitant du thème abordé ici, merci de compléter l'article en donnant les références utiles à sa vérifiabilité et en les liant à la section « Notes et références ».
Histoires perfides est un recueil de Pierre Boulle paru en 1976. Les nouvelles sont insérées  dans un récit  comportant deux personnages. Le narrateur principal (peut-être un écrivain) est à la recherche d’un « sujet original », qu’il trouve chez  le second personnage, un vieillard natif du  Shandong, royaume asiatique imaginaire.
Se présentant comme prêtre de la religion du Doute, c’est ce vieillard qui sera, à six reprises, le véritable conteur d’histoires  censées s’être déroulées à différentes époques de sa vie au Shandong.
À l’intérieur de chaque histoire, des bribes de dialogue entre les protagonistes rappellent cette situation, manifestent les réactions de l’auditeur, ménageant ainsi des pauses propices au suspense.

## La grâce royale
Le vieillard, alors jeune avocat, défend un jeune homme condamné à mort ; des doutes sur la culpabilité et l’existence de nombreuses circonstances atténuantes n’ont pas été pris en compte par le tribunal.
La nouvelle reine du Shandong, « sage et aimée de son peuple », accepte de recevoir l’avocat venu présenter une demande de grâce royale ; celui-ci développe longuement ses arguments et l’attitude de la reine lui laissent penser qu’il va obtenir gain de cause, quand un coup de téléphone d’un « Docteur » interrompt l’entretien, qui change alors de nature :  la reine demande des précisions sur la santé du condamné, de ses parents et de ses grands-parents, et l’avocat insiste « follement » sur l’excellente santé physique et morale de toute la famille, réponses qui satisfont la souveraine.
Le lendemain il apprend par la secrétaire de la reine que le recours est rejeté ; celle-ci lui révèle que le fils de la reine a besoin en urgence d’une greffe du cœur et que seul un « fait nouveau » pourrait infirmer cette décision.
Quelques heures plus tard la mère du condamné découvre (?) le corps d’un jeune sportif sans famille, la gorge tranchée et le torse intact. Et la grâce royale est obtenue.

## Le palais merveilleux de la petite ville
Le ministre de la Statistique du royaume de Shandong s’attend à une augmentation phénoménale du nombre des assassinats dans les années à venir. Il décide de construire un vaste établissement, « centralisé et modernisé », où tous les condamnés à mort seraient reçus dans le confort puis exécutés avec dignité.
Il s’attelle à cette tâche avec le concours enthousiaste de plusieurs autres ministres, mobilisant entrepreneurs, juristes et homme d’affaires. L’établissement tirera son nom du site où il sera construit, un terrain de la capitale dénommé la petite ville.
Une visite est organisée avant l’inauguration officielle. L’avocat y participe. On y découvre une « chaîne » de bâtiments (« stations » par lesquelles chacun des détenus passera successivement) :
chambre individuelle d’un grand confort, salon de toilette raffiné, Hall des derniers désirs (bibliothèque gigantesque, mets et alcools de qualité, salles de théâtre et de cinéma, « créatures de rêve », drogues...), cathédrale universelle (une série de sections permettant l’exercice de chaque religion), Étape de la libération (disposant d’une variété de modes luxueux d’exécution) et enfin Étape de la récupération (prélèvements d’organes sains destinés à des greffes).
Mais l’inauguration n’aura pas lieu.
À quelques jours de cet événement le jeune roi abolit la peine de mort.

## Les lois
Sinar, danseuse étoile du ballet royal de Shandong est belle et vertueuse ; elle respecte la chasteté à laquelle sa fonction l’oblige. L’avocat, dans son rôle de visiteur de prison, est donc stupéfait de la voir dans une cellule de condamné à mort.
Sinar s’est retrouvée enceinte après avoir été violée par un des plus nobles princes du royaume ; avoir cet enfant l’exposerait à un scandale qui la ferait exclure du ballet et la réduirait à la misère ; elle décide donc, malgré sa répugnance, de ne pas avoir cet enfant . 
Or au royaume de Shandong, pour des raisons démographiques et non morales, l’avortement est passible de la peine capitale, et l’une de ses condisciples fait connaître  l’interruption de grossesse qu’elle avait pourtant pratiquée en secret. Le tribunal ne croit pas au viol et la condamne.
Lors de sa première visite de l’avocat, Sinar s’offre à lui sans vergogne, avances qui le surprennent et qu’il refuse : ce refus semble la terrifier.
Lors d’une visite suivante il la voit pratiquer de même avec son geôlier, brute épaisse physiquement monstrueuse, qui la repousse violemment.
À l’avocat qui lui reproche son comportement avec véhémence elle répond que c’est sa seule chance de salut. En effet, les lois ne permettent pas l’exécution d’une femme enceinte.
Trois mois après  le prince, tombé mortellement malade, avoue, avant de mourir, le viol. L’avocat, qui ne l’avait pas revue, apporte à Sinar l’annonce de sa grâce : Le choc causé par cette nouvelle lui est fatal, et l'avocat entend ses derniers mots, proférés avec rage ; « Inutile, inutile, inutile! »
Sinar venait de demander la veille la visite d’un médecin : elle était enceinte, et l’avocat comprend que le père était l’horrible geôlier.

## Les limites de l'endurance
La femme d’un baron est atteinte d’une maladie très douloureuse. Paralysée des membres inférieurs, sourde et muette, elle souffre en silence des pires douleurs. Les trois meilleurs médecins du royaume sont impuissants à la guérir ou à soulager ses douleurs.
Le prêtre de la religion du Doute est invité à la visiter. Le professeur qui lui a appris le langage des signes sert d’interprète. Mais quels que soient les propos du prêtre, la baronne demande sans cesse qu’on mette un terme à ses souffrances.
Le prêtre est d’avis qu’on accède à cette requête, mais le baron ne peut s’y résoudre, bien que les médecins pronostiquent une issue fatale dans les deux mois.
La baronne survit pourtant au-delà de ce délai. Son mari fait alors appel à un médecin étranger qui a la réputation d’obtenir des guérisons miraculeuses. Celui-ci parvient à lui restituer l’usage de la parole.
Elle est maintenant en proie à des crises de hurlements insupportables, et le baron se réfugie de plus en plus souvent au fond du jardin, parfois en compagnie de sa vieille servante, pour ne plus l’entendre.
Désormais tout l’entourage du baron, y compris les médecins sont d’avis d’appliquer l’euthanasie réclamée à grands cris par la malade, mais le mari s’y refuse à nouveau.
Quelques jours plus tard la patiente décède, ce que tout le monde considère d’abord comme l’œuvre de la maladie.
Après les funérailles le baron invite le prêtre pour soulager sa conscience, dit-il. Il  a laissé le flacon de cachets à portée de main de sa femme.
Le prêtre s’étonne toutefois d’un revirement si soudain.
Le baron avoue alors qu’il a à nouveau consulté le médecin étranger, lequel a prescrit d’aérer la chambre en permanence : dès lors, les fenêtres grand ouvertes, il n’y avait plus un endroit dans la propriété où se réfugier dans le silence.

## Service Compassion
Le conteur est à l’époque un jeune avocat gagnant difficilement sa vie. Sous le coup de plusieurs déceptions sentimentales il s’apprête à se suicider lorsque son regard tombe sur une petite annonce de journal : Service Compassion. Il téléphone au numéro indiqué.
Tous les jours, pendant une semaine, il renouvelle l’appel, demandant à parler à «  Monsieur Vincent », son premier interlocuteur. La voix de celui-ci, plus que encore ses propos, l’apaise un bon moment.
Devant le découragement toutefois  persistant de l’avocat, Monsieur Vincent lui propose de le rencontrer dans les locaux du service. L’avocat s’y rend et peut alors visiter les bureaux, aménagés de façon confortable et apaisante. Monsieur Vincent lui fait essayer son fauteuil, puis s’absente quelque temps ; comme le téléphone sonne, l’avocat répond, aidant et consolant son interlocuteur.
L’avocat est maintenant membre à part entière du service. Cette situation lui procure le calme et la quiétude qui lui faisaient défaut.
Un jour, un cas plus difficile se présente à l’avocat. Une femme l’appelle régulièrement pour se plaindre de la cruauté de son mari, de son indifférence, de ses longues absences, de ses marques de mépris. L’avocat demande l’aide de Monsieur Vincent, qui prend l’écoute en même temps que lui.
Mais Monsieur Vincent ne sera d’aucune aide à son collègue : il a reconnu la voix de sa propre femme.